# Tututni
Tututni.- Grupa malenih plemena porodice Athapaskan nastanjenih do druge polovice 19. stoljeća duž donjeg toka rijeke Rogue u jugozapadnom Oregonu, te uz obližnju obalu, sjeverno i južno od ušća Rogue. Parrish (1854.) locira 8 ovih malenih plemena uz obalu i 3 na rijeci Rogue.  –Tututni su prakticirali poliginiju. Muškarci su se uvijek ženili van svoga sela, dok je nasljeđe djeteta patlolikalno, odnosno pripada selu oca. udovice su se kod Tututnija žive zakapale u grob pokojnog muža, što navodi i Everette (1883). Godine 1854. Tututni su se sastojali još od svega 1,311 osoba, 448 muškaraca, 490 žena, 205 dječaka i 168 djevojčica. 
-Parrish navodi plemena: Chocreletan (Chocrelatan), Quahtomah (Kwatami), Cosuttheutun (Kwasatthlkhuntunne), Euquachee (Yukichetunue), Yahshnte (Chemetnune), Chetlessentun (Chetlesiyetuuue), Wishtenatin (Khwaishtunnetunne), Cheattee (Chetco), Tototin (Tutntunne), Mackanotin (Mikonotunne), Shistakoostee (Chastacosta, Chasta Costa).

## Ime
Za ime Tututni značenje nije poznato (Swanton). Postoji ime Tututunne, koje označava Tututne vlastite, to jest prave Tututne, čije ime znači ' people close to the water '. Prema habitatu nazivani su i Lower Rogue River Indijanci. Chetco naziv za njih je Ta-qu'-qűc-ce, naziv koji nam objašnjava jezično-geografski položaj Tututunnea naspram Chetco Indijanaca ' sjeverni jezik ' (northern language). Ostali nazivi nisu razjašnjeni, ili barem poznati Swantonu, to su: H'lilush kod Nestucca i Tálemaya kod Umpqua Indijanaca.   

## Plemena
Berreman (1937) navodi 7 glavnih plemena, i bez drugih manjih skupina to su, viz.:  
- Euchre Creek (Yukichetunne, Euquachee);
- Joshua (Chemetunne, Yahshnte );
- Kwaishtunne ili Khustenete (Khwaishtunnetunne, Cosuttheutun, Wishtenatin).
- Kwatami ili Sixes River (Sixes); vidi Quatomah. Veoma je važno napomenuti kako Parrish navodi u svome popisu 'bandu' Quahtomah (Kwatami), dok Dorsey (1884) razlikuje bandu i selo Kwatami od Kaltsergheatunne Indijanaca, plemena s Port Orforda. Pleme s Port Orforda danas živi na rezervatu Siletz, a poznata je i kao Qua-to-mah, u Parrishovoj varijanti Quahtomah, koje on poistovjećuje s Kwatami Indijancima, plemena s rijeke Sixes, a i poznate kao Sixes Indijanci. Swanton u svome citiranju dalje slijedi Dorseya praveći listu Tututni plemena. Indijance Kaltsergheatunne ili Quatomah, ne smije se brkati s plemenom Kwatami, i oni zacijelo predstavljaju samo njihov ogranak, i u odnosu su kao Krašovani prema Hrvatima, njihov ogranak.
- Mikonotunne (Mackanotin );
- Pistol River (Chetleschantunne, Chetlessentun, Chetlesiyetunne);
- Tututunne (Tututni, Tototin);

Ostali nazivi koji se spominju označavaju lokalne skupine ili sela:
- Na sjevernoj obali Rogue Rivera: Chemetunne (Joshuas), Kaltsergheatunne (Port Orford), Kosotshe, Kwatami, Kthukwuttunne, Kthutetmeseetuttun, Kwusathlkhuntunne, Natutshltunne, Niletunne, Yukichetunne (Euchre Creek).

- Na Rogue River: Rogue River: Chetlesiyetunne, Enitunne, Etaatthetunne, Kunechuta, Kushetunne, Mikonotunne, Nakatkhaitunne, Targheliichetunne, Targhutthotunne, Testthitun, Thechuntunne, Thethlkhttunne (Chastacosta).

- Na ili blizu obale, južno od Rogure Rivera: Rogue River: Aanetun, Chetleschantunne (Pistol River), Khainanaitetunne, Kheerghia, Khwaishtunnetunne (Wishtenatin, Hustenate), Natthutunne, Nuchumatuntunne, Sentethltun, Skumeme, Tsetintunne, Tsetuttunne.

Drucker (1937) na Rogue River: Gwi'sat huntun, Kusu'me (Flores Creek), Kwataime, Kwuse'tun, Megwino'tun,Skame'me, Sukwe'me or Sukwe'tce, Tagrili'tun, Tce'metun or Tce'me, Tce'tlersh tcuntun, Tu'tutun, Yukwi'tce or Yu'gwitce (Euchre Creek).

## Vanjske poveznice
- Tututni  Arhivirana inačica izvorne stranice od 6. siječnja 2007. (Wayback Machine)
- Tututni Indian Tribe